# Hampstead (Maryland)
Hampstead is een plaats (town) in de Amerikaanse staat Maryland, en valt bestuurlijk gezien onder Baltimore County en Carroll County.

## Demografie
Bij de volkstelling in 2000 werd het aantal inwoners vastgesteld op 5060.
In 2006 is het aantal inwoners door het United States Census Bureau geschat op 5480, een stijging van 420 (8,3%).

## Geografie
Volgens het United States Census Bureau beslaat de plaats een oppervlakte van
6,9 km², geheel bestaande uit land. Hampstead ligt op ongeveer 278 m boven zeeniveau.

## Plaatsen in de nabije omgeving
De onderstaande figuur toont nabijgelegen plaatsen in een straal van 24 km rond Hampstead.